# Mormyrops microstoma
Mormyrops microstoma är en fiskart som beskrevs av Boulenger, 1898. Mormyrops microstoma ingår i släktet Mormyrops och familjen Mormyridae. IUCN kategoriserar arten globalt som otillräckligt studerad. Inga underarter finns listade i Catalogue of Life.